# San Martín de Loba
San Martín de Loba – miasto w Kolumbii, w departamencie Bolívar.